# فيليستينو
فيليستينو (Βελεστίνον) هي مدينة في ماغنيسيا في مقاطعة فوريا إلادا في اليونان.
يبلغ عدد سكانها حوالي 3019 نسمة.